# Emericella navahoensis
Emericella navahoensis är en svampart som beskrevs av M. Chr. & States 1982. Emericella navahoensis ingår i släktet Emericella och familjen Trichocomaceae.   Inga underarter finns listade i Catalogue of Life.